# Macizo Chiquitano
El Macizo Chiquitano o Escudo Precámbrico es una extensa elevación orogénica que se encuentra repartida por el norte y el este de Bolivia, en serranías y colinas aisladas, de poca elevación, formadas en el periodo precámbrico, plegamiento que bordea el Escudo Chiquitano.

## Zonas
Se divide en dos secciones: Norte y Sur, en las cuales se encuentran varias serranías.

### Norte
En el norte, cerca del límite con Brasil, en el departamento del Beni, las Serranías de San Simón y Meseta de Caparú o Huanchaca en el departamento de Santa Cruz. En la provincia de Ñuflo de Chávez también se encuentra la serranía San Simón.

### Sur
En el sur, se encuentran las serranías de San Lorenzo, San José, Sunsas, Santiago, Tapia y La Cal. El pico más elevado de la zona es el Chochís con 1.290 m s. n. m., todas estas en el departamento de Santa Cruz. En este macizo también se encuentra uno de interés económico como es el caso del cerro Mutún uno de los grandes reservorios de mineral de hierro.

## Principales elevaciones
| Nombre                | Altitud m s. n. m. | Departamento | Serranía               | Coordenadas                                            |
| --------------------- | ------------------ | ------------ | ---------------------- | ------------------------------------------------------ |
| Cerro Chochis         | 1.290              | Santa Cruz   | Serranía de Santiago   | 18°07′13″S 60°07′09″O / -18.12028, -60.11917           |
| n/d                   | 1.243              | Santa Cruz   | Serranía Sunsas        | 17°52′41.49″S 59°9′18.70″O / -17.8781917, -59.1551944  |
| n/d                   | 1.220              | Santa Cruz   | Serranía Sunsas        | 17°52′16.97″S 59°0′42.12″O / -17.8713806, -59.0117000  |
| n/d                   | 1.192              | Santa Cruz   | Serranía Sunsas        | 17°59′9.62″S 59°8′11.68″O / -17.9860056, -59.1365778   |
| n/d                   | 1.162              | Santa Cruz   | Serranía Sunsas        | 17°59′19.47″S 59°8′31.97″O / -17.9887417, -59.1422139  |
| Cerro El Cajón        | 1.151              | Santa Cruz   | Serranía de Santiago   | 18°14′48″S 59°41′41″O / -18.24667, -59.69472           |
| n/d                   | 936                | Santa Cruz   | Serranía de Santiago   | n/d                                                    |
| n/d                   | 921                | Santa Cruz   | Serranía Lucuma        | 17°32′59.89″S 59°18′57.59″O / -17.5499694, -59.3159972 |
| n/d                   | 920                | Santa Cruz   | Serranía Las Conchas   | 17°22′24.59″S 59°17′6.06″O / -17.3734972, -59.2850167  |
| n/d                   | 918                | Santa Cruz   | Serranía Caparuch      | n/d                                                    |
| n/d                   | 889                | Santa Cruz   | Serranía Santo Corazón | n/d                                                    |
| Cerro San Miguel      | 839                | Santa Cruz   | cerro aislado          | 19°17′52″S 60°38′33″O / -19.29778, -60.64250           |
| n/d                   | 795                | Santa Cruz   | Serranía San Diablo    | n/d                                                    |
| Cerro Mutún           | 755                | Santa Cruz   | cerro aislado          | 19°11′25.32″S 57°53′1.54″O / -19.1903667, -57.8837611  |
| Cerro San Pablo       | 684                | Santa Cruz   | n/d                    | n/d                                                    |
| n/d                   | 663                | Beni         | Serranía San Simón     | 13°36′45.76″S 62°0′24.50″O / -13.6127111, -62.0068056  |
| Cerro Capitán Ustarez | 616                | Santa Cruz   | cerro aislado          | 19°38′2.96″S 61°44′6.83″O / -19.6341556, -61.7352306   |